# Důlní interferometr

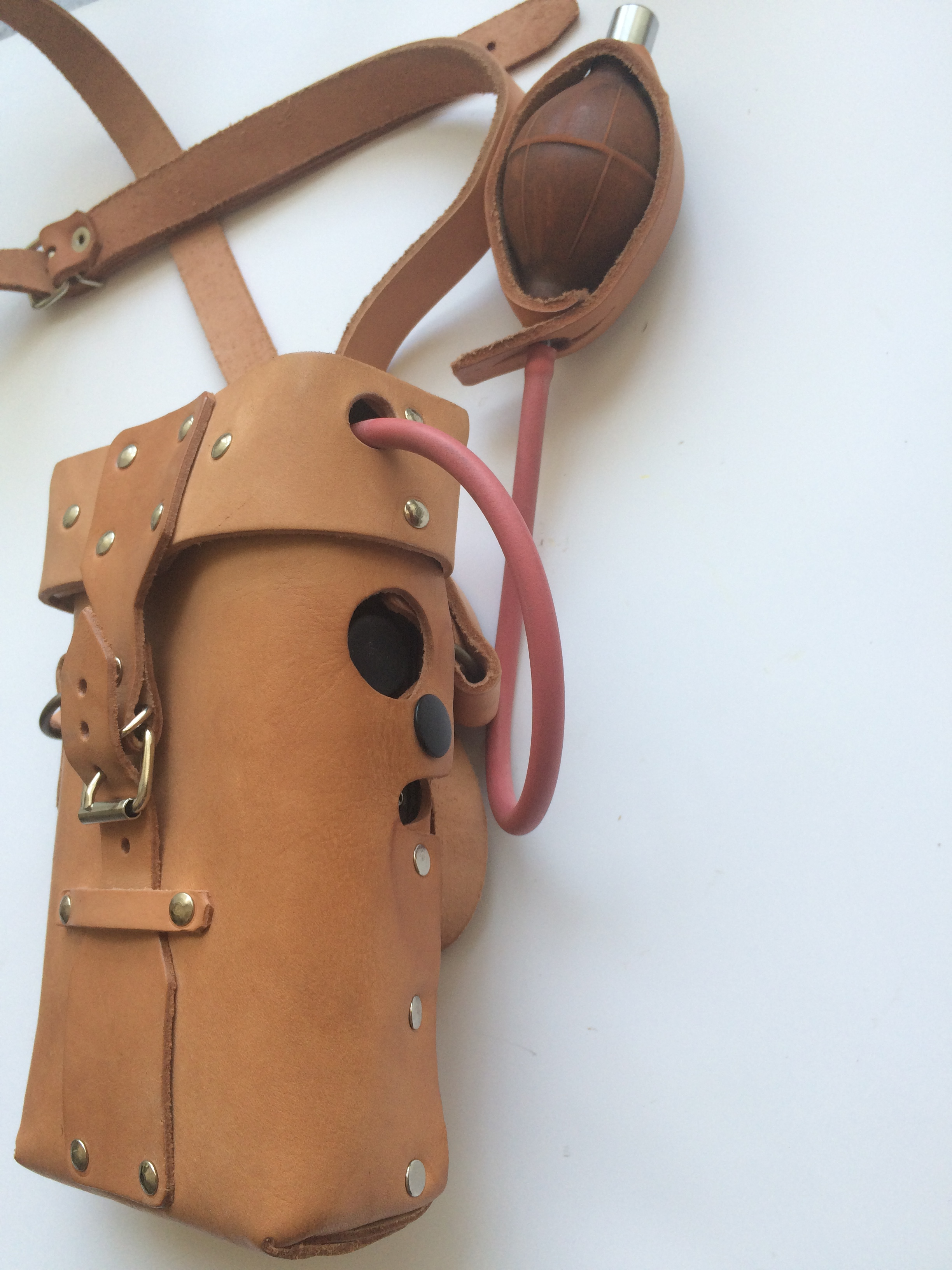
Interferometr DI - 2

Důlní interferometr je optický, přenosný, měřicí přístroj určený k zjišťování množství metanu a orientačnímu zjišťování množství oxidu uhličitého v důlním ovzduší a na povrchových pracovištích po dobu jedné směny (8 hodin).

## Historie
Od roku 1961 byly doly OKR postupně vybavovány důlními přenosnými metanoměry - interferometry, které nahradily dříve používané živé kanárky a následně benzínové lampy. Téměř polovina byla dovezena ze SSSR a ostatní byly vyrobeny v Závodech průmyslové automatizace v Praze. Sovětské přístroje měly označení ŠI 3 a československé DI-1 a DI-1C. V roce 1964 byly tyto interferometry nahrazeny přístroji s označením DI 2 a DI 2C, které se používají i nyní. Ve výjezdu zásahových jednotek OKD, HBZS je interferometr z bezpečnostních důvodu upraven tak, že vnitřní pohlcovač je naplněn jen sušidlem (silikagel) a proto vždy měříme přímo jen směs (CH4 + CO2). Mezi uživatelé patří banští záchranáři, techničtí pracovníci a někdy i pověření vedoucí pracovní skupiny. V současnosti (2020) HBZS Most používá 23 kusů DI 2, HBZS Ostrava používá 13 kusů DI 2 a 9 kusů DI 2C, Diamo Odra 30 kusů DI 2 a 10 kusů DI 2C.

## Popis přístroje
Interferometr má tyto části:
- okulár s krytkou
- vstup ovzduší přes prachový filtr přímo do plynové komory
- tlačítko osvětlení stupnice
- vstup ovzduší přes pohlcovač s natronovým vápnem (slouží k absorpci oxidu uhličitého - CO2 a jiných kyselých plynů) a sušidlem (Silikagel)
- pryžový sací balónek s hadičkou
- předřadný pohlcovač plněný natronovým vápnem

Interferometr DI – 2 (obal hnědý) měří do 10 % objemu v ovzduší.
Interferometrů DI – 2C (obal červený) měří do 100 % objemu v ovzduší.

### Princip Interferometru
Interferometr pracuje tak, že určuje koncentraci plynů nepřímo tím, že srovnává co do optické lámavosti (index lomu) čistý vzduch s ovzduším měřeným. Využívá principu založeného na interferenci světla. Optická část přístroje vytvoří interfereční obraz, který se přenese na světlém pozadí, kde jsou dva černé proužky a po stranách proužky barevné. Za orientační obvykle považujeme černý proužek, který v čistém ovzduší ukazuje 0%. Při nasátí ovzduší s měřeným plynem (ovzduší o jiném indexu lomu) se celý interferenční obraz vychýlí vpravo na stupnici, která je dělená v %. Poloha levého černého proužku interfernčního obrazu udává naměřenou hodnotu. S interferometrem lze provést měření jen z jednoho bodu.

### Postup měření
Každý uživatel musí být řádně přezkoušen z používání indikační a detekční techniky a každé dva roky musí být přezkoušen. Při převzetí přístroje si musí uživatel u výdejny překontrolovat polohu černého proužku interferenčního obrazu, který musí být přesně v poloze "0" a zkontrolovat těsnost plynové cesty (uzavře se nátrubek pro vstup ovzduší při měření metanu a stlačí se balónek, který se nesmí do jedné minuty vyrovnat).
Měření obsahu metanu
Pokud chceme zjistit obsah metanu v důlním ovzduší, zapojíme balónek na horní nátrubek a pět krát stiskneme pryžový sací balónek. V interferometru prochází ovzduší přes vnitřní pohlcovač, kde se v natronovém vápně zachytí oxid uhličitý, případně další plyny kyselé povahy a v sušidle se zachytí vlhkost. Po stisknutí tlačítka osvětlení se podíváme do okuláru přístroje. Pokud byl v ovzduší přítomen metan, interferenční obraz se po stupnici posune vpravo. Poloha černého proužku udává koncentraci metanu.
Při měření v těžko dostupných místech, můžeme nasadit na nátrubek pro vstup ovzduší přes pohlcovač prodlužovací hadičku, nebo teleskopický nástavec, ale potom nasáváme tak dlouho, až je naměřená hodnota "stálá".
Pokud je v místě měření metanu v ovzduší více než 2 % oxidu uhličitého, musíme použít předřadný pohlcovač s natronovým vápnem.
Měření obsahu oxidu uhličitého
Pro orientační stanovení oxidu uhličitého je nutno provést dvě měření.
1. Měření na směs metanu a oxidu uhličitého a to tak, že u interferometrů DI 2 a DI 2C přepojíme nasávací balónek s hadičkou z horního nátrubku na nátrubek spodní (otočíme směr nasávání). Vzdušniny nyní neprochází pohlcovačem s nátornovým vápnem a sušidlem, ale vstupují přes protiprašný filtr přímo do plynové komory. Provedeme pětkrát stlačení pryžového balónku a zase odečteme hodnotu.
2. Ve stejném místě provedeme měření metanu.
3. Obsah oxidu uhličitého se vypočte odečtením obsahu metanu od směsi.[1]

### Interferenční skok
Při měření nad 6 % metanu u interferometru DI 2 a nad 60 % metanu u interferometru DI 2C, dojde k interferenčnímu skoku, který se projeví tím, že levý proužek bledne a ztrácí se v barevném poli stupnice. Přesto zůstává směrodatný pro odečítání.
Při chybném odečtení na druhém (levém) černém interferenčním proužku se dopustíme u interferometru DI 2 chyby + 2,2, % a u interferometru DI 2C chyby + 22 %.
| Typ přístroje     | DI 2     | DI 2C    |
| ----------------- | -------- | -------- |
| Rozsah měření     |          |          |
| CH4 Metan         | 0 - 10%  | 0 - 100% |
| CH4 + CO2         | 0 - 10%  | 0 - 100% |
| CO2 (bez CH4)     | 0 - 10%  | 0 - 100% |
| Přesnost měření   | +/- 0,3% | +/- 3%   |
| Přesnost odečtení | 0,1%     | 1%       |
| Hmotnost          |          |          |
| Bez pouzdra       | 1,0 kg   | 1,0 kg   |
| Pohotovostní      | 1,3 kg   | 1,3 kg   |

| 1% H2 (Vodík)            | 0 - 1 % CH4 |
| 3,5 % CO (Oxid uhelnatý) | 0 + 1% CH4  |
| 0,32 % C2H6 (Etan)       | 0 + 1% CH4  |
| 0,19 % C3H8 (Propan)     | 0 + 1% CH4  |
| nedostatek O2 asi o 5 %  | 0 + 1% CH4  |

Další plyny, které se v dole mohou vyskytovat jako H2S (Sirovodík), SO2 (Oxid siřičitý) a NO + NO2 (Nitrózní plyny) se při měření metanu zachytí v pohlcovači (natronové vápno) a výsledek měření neovlivní.
Záchranáři musí pamatovat i na to, že interferometr nevykazuje správné hodnoty v prostředí s obsahem plynů, které nezachytí filtr přístroje (vodík, vyšší uhlovodíky, oxid uhelnatý), nebo v prostředí s nedostatkem kyslíku. Také s ním nelze indikovat (měřit) v požárních zplodinách.

### Fotogalerie

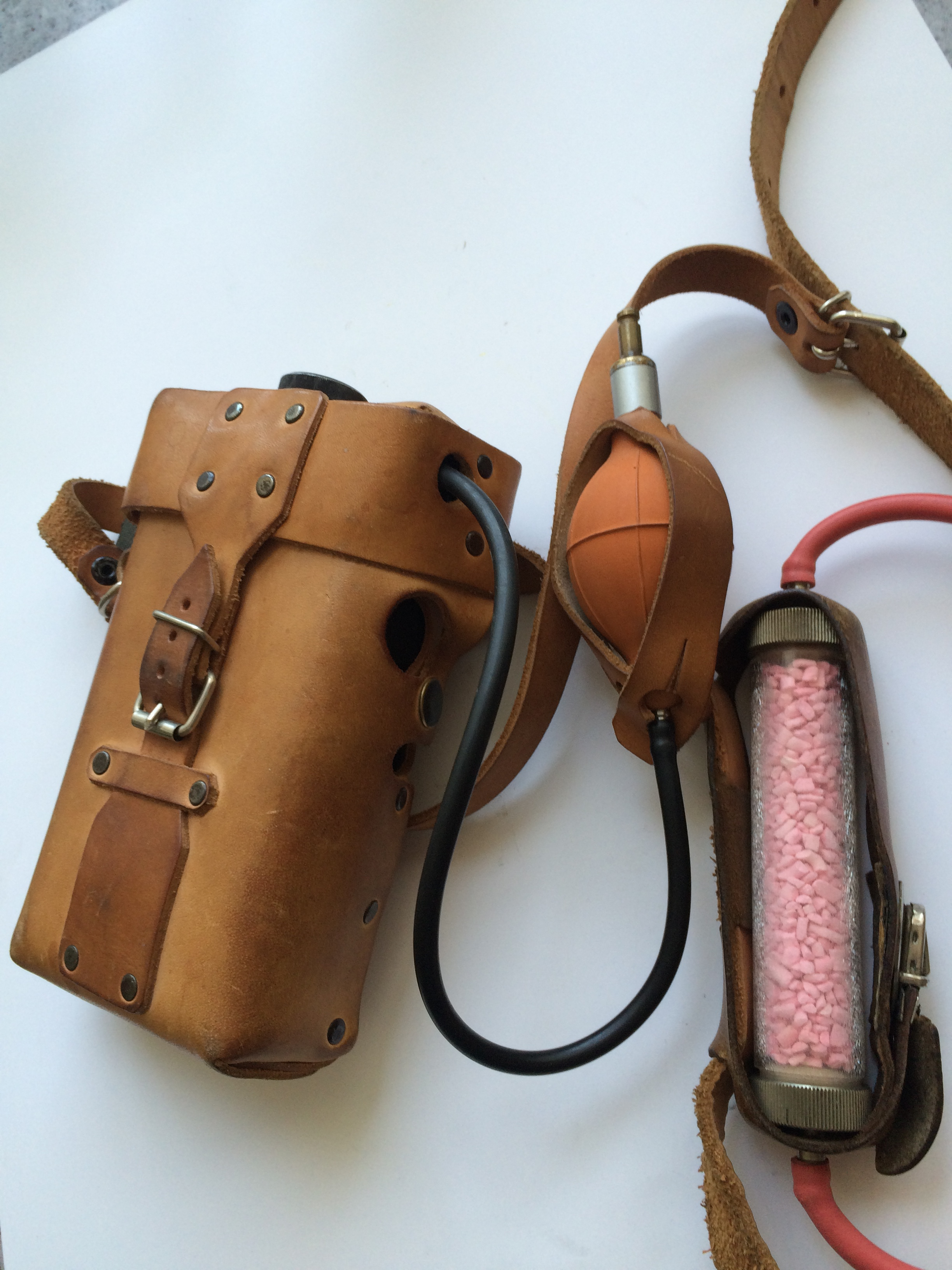
Interferometr DI 2 s předřadným pohlcovačem
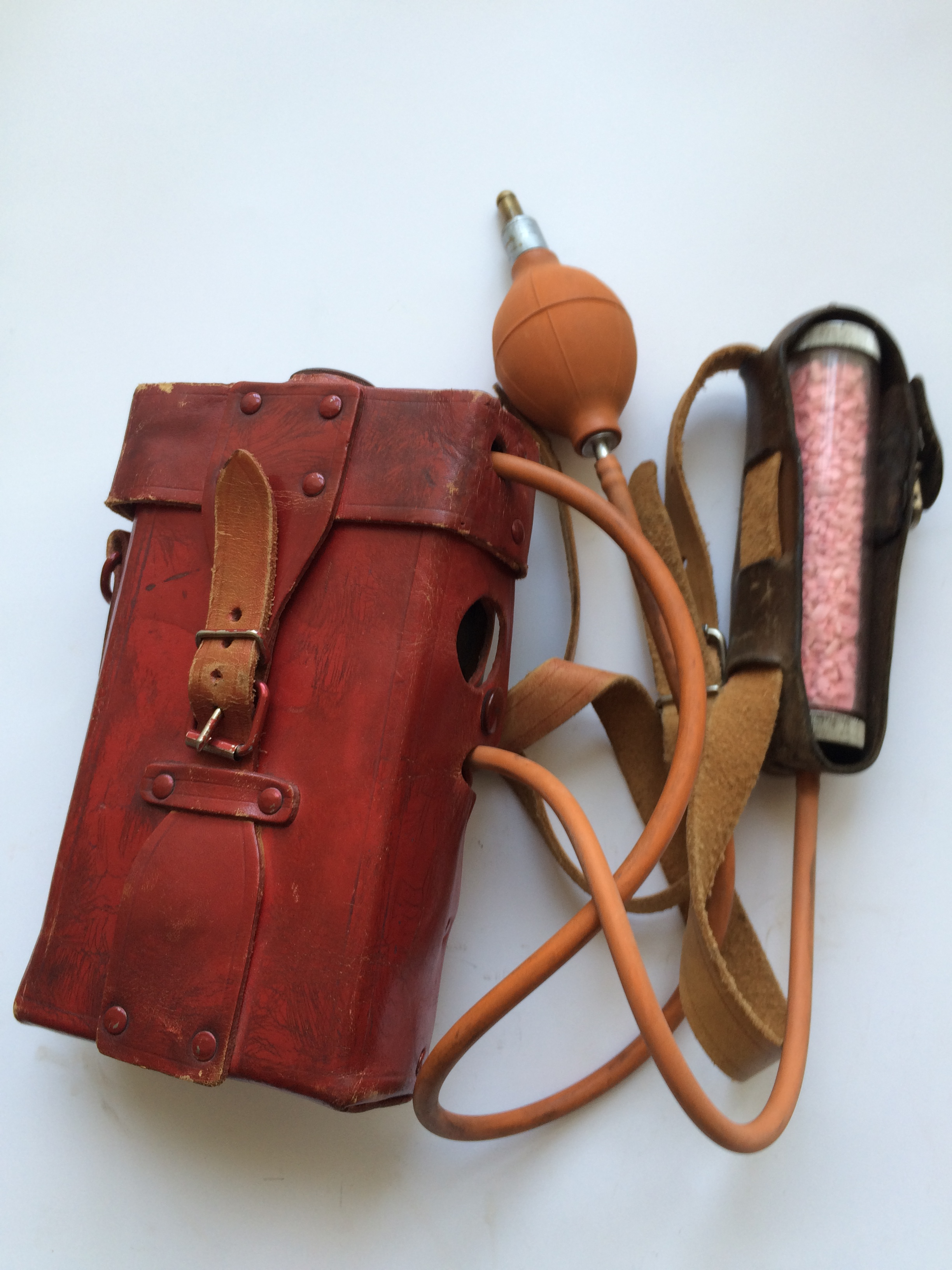
Interferometr DI 2C
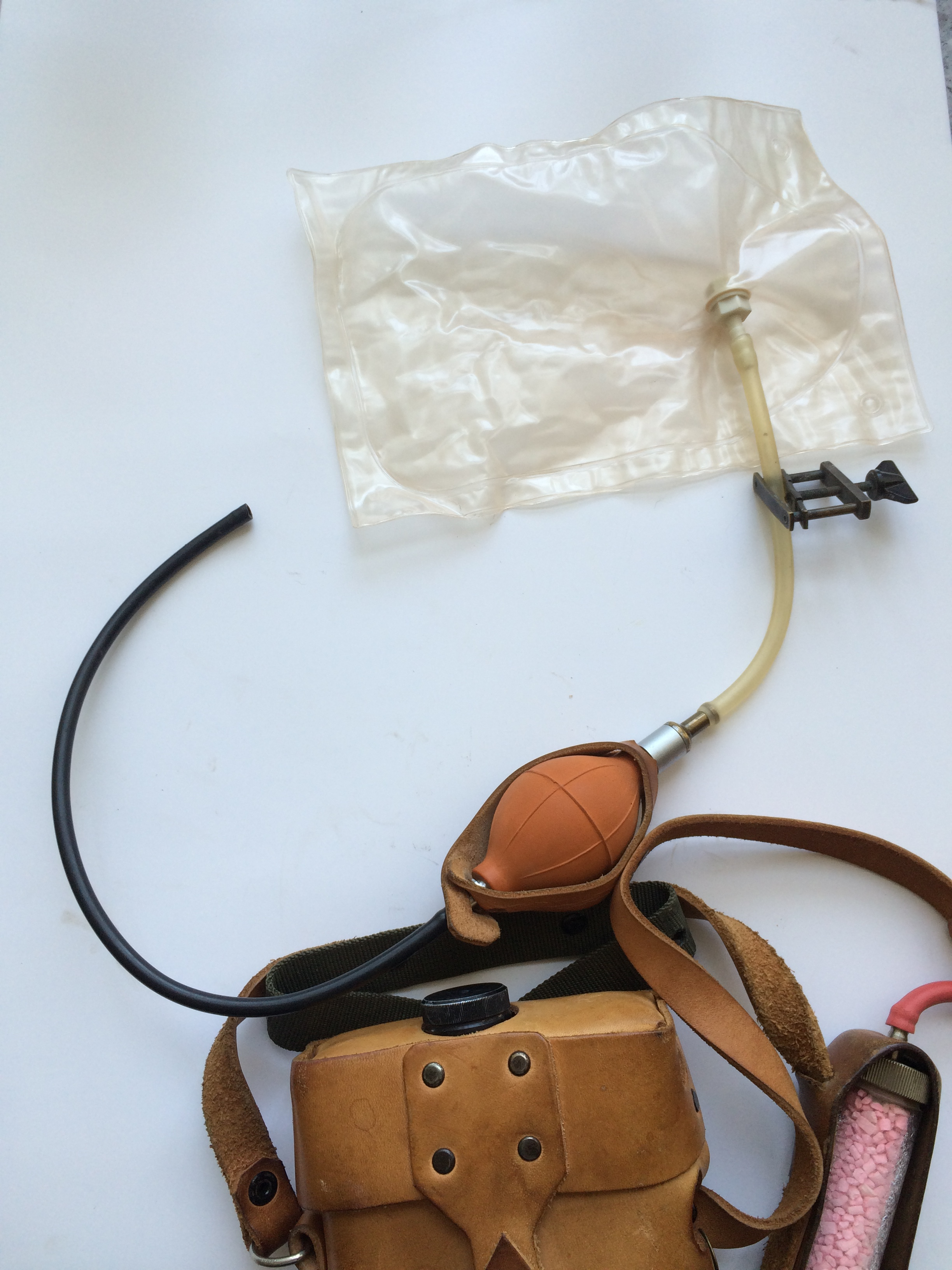
Balónek přizpůsobený k odběru vzorku do plastové vzorkovnice (jen u výjezdových přístrojů HBZS Ostrava)
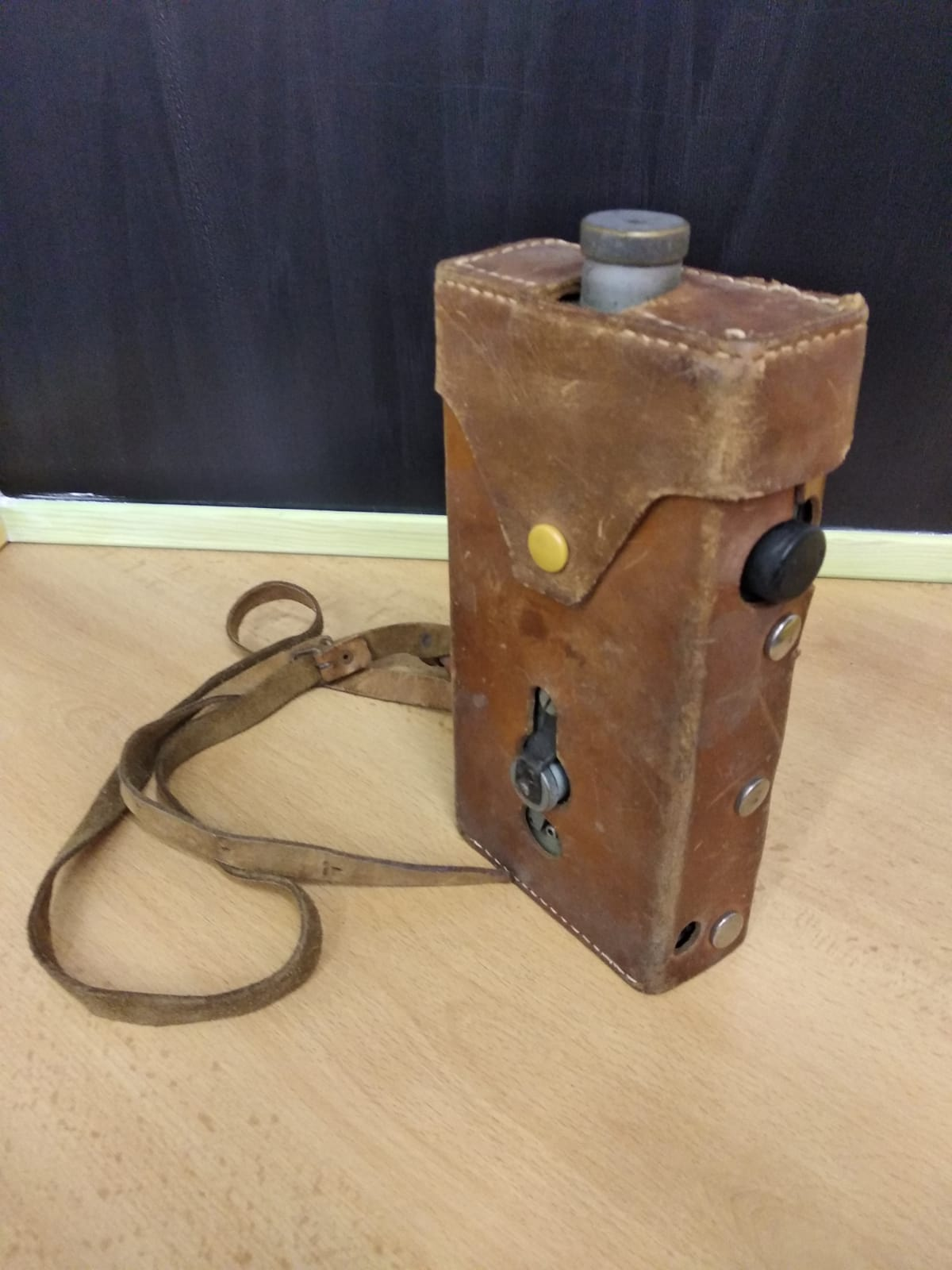
Starší typ Interferometru
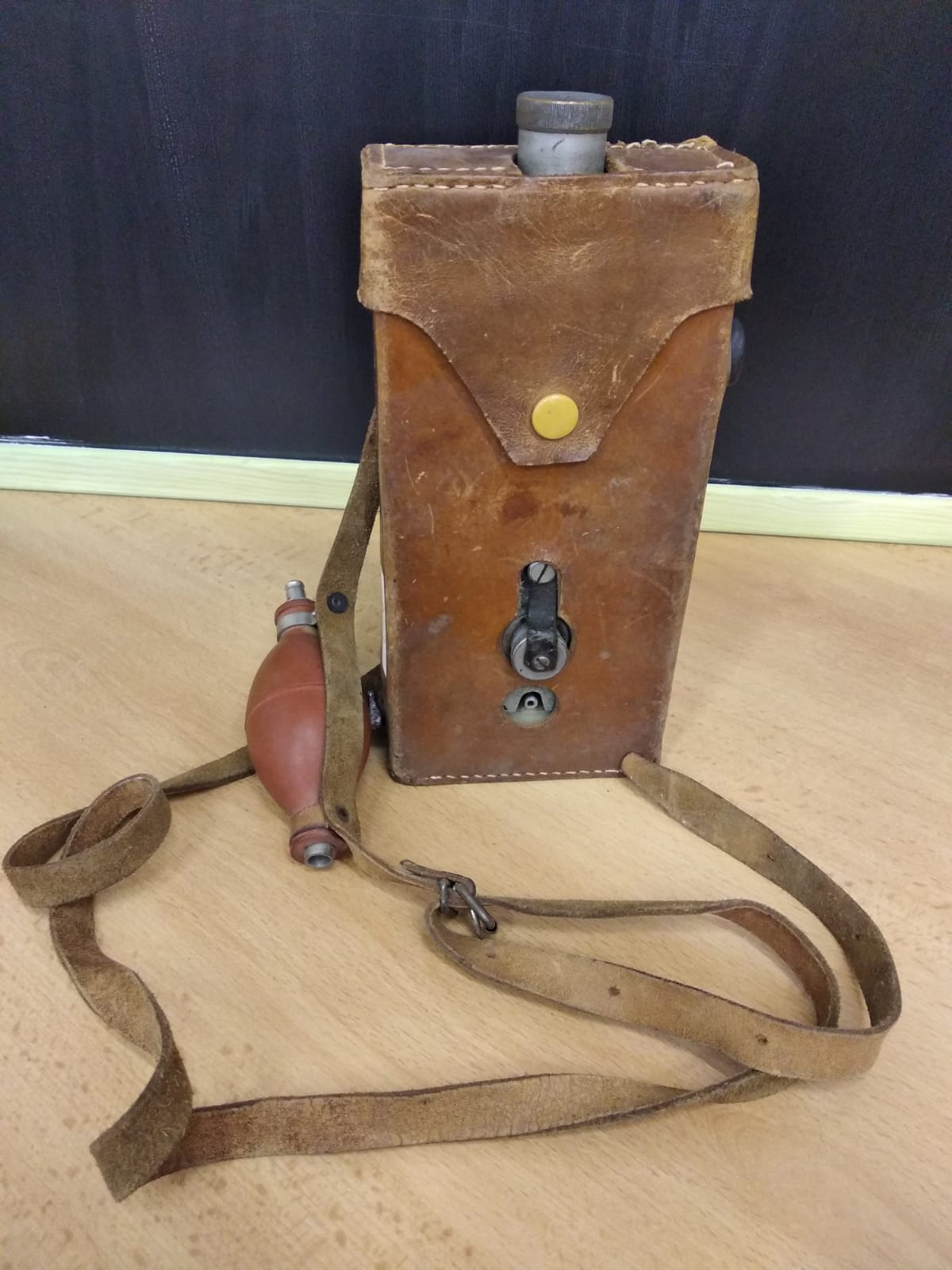
Starší typ přístroje
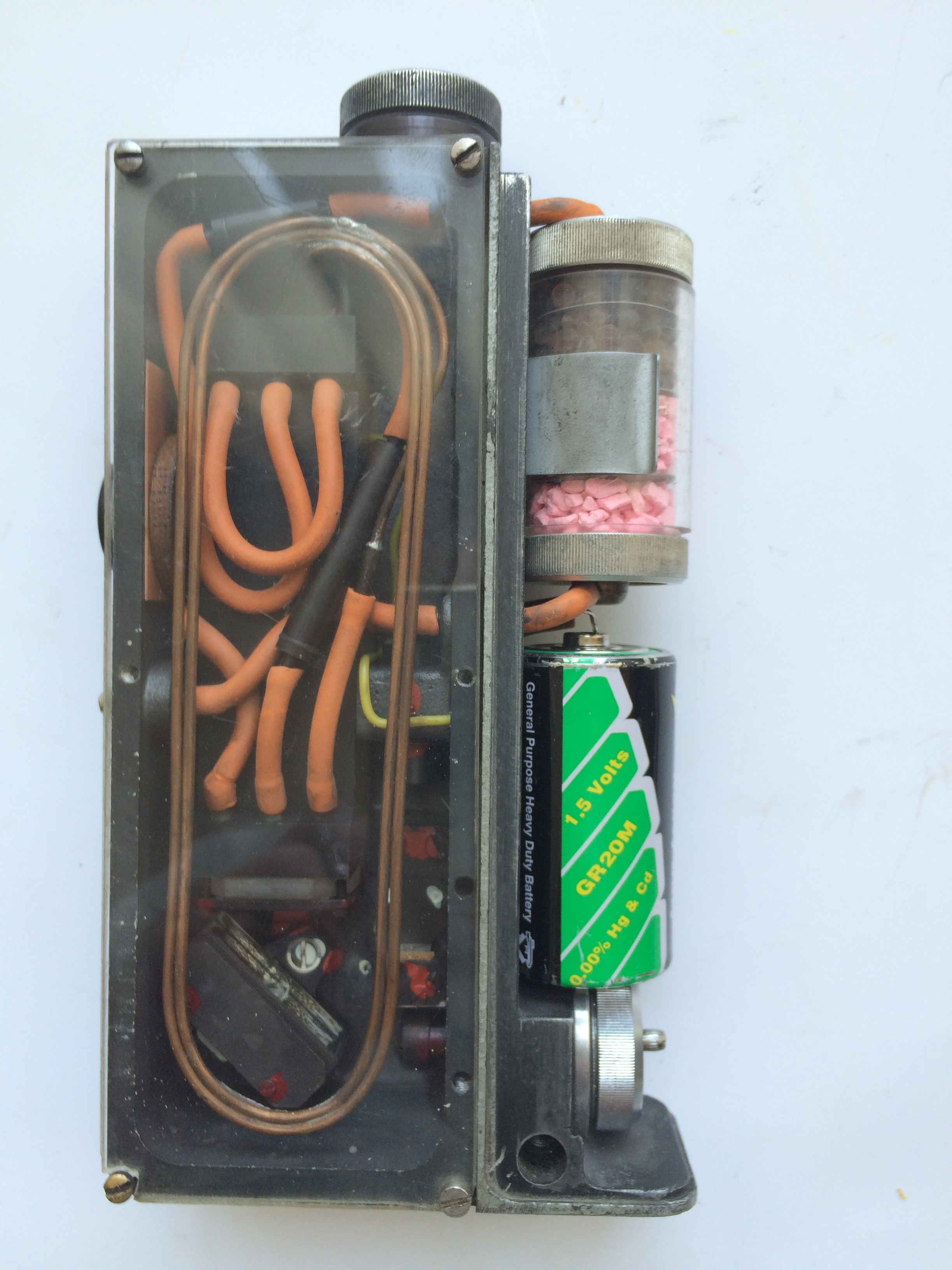
Řez přístrojem
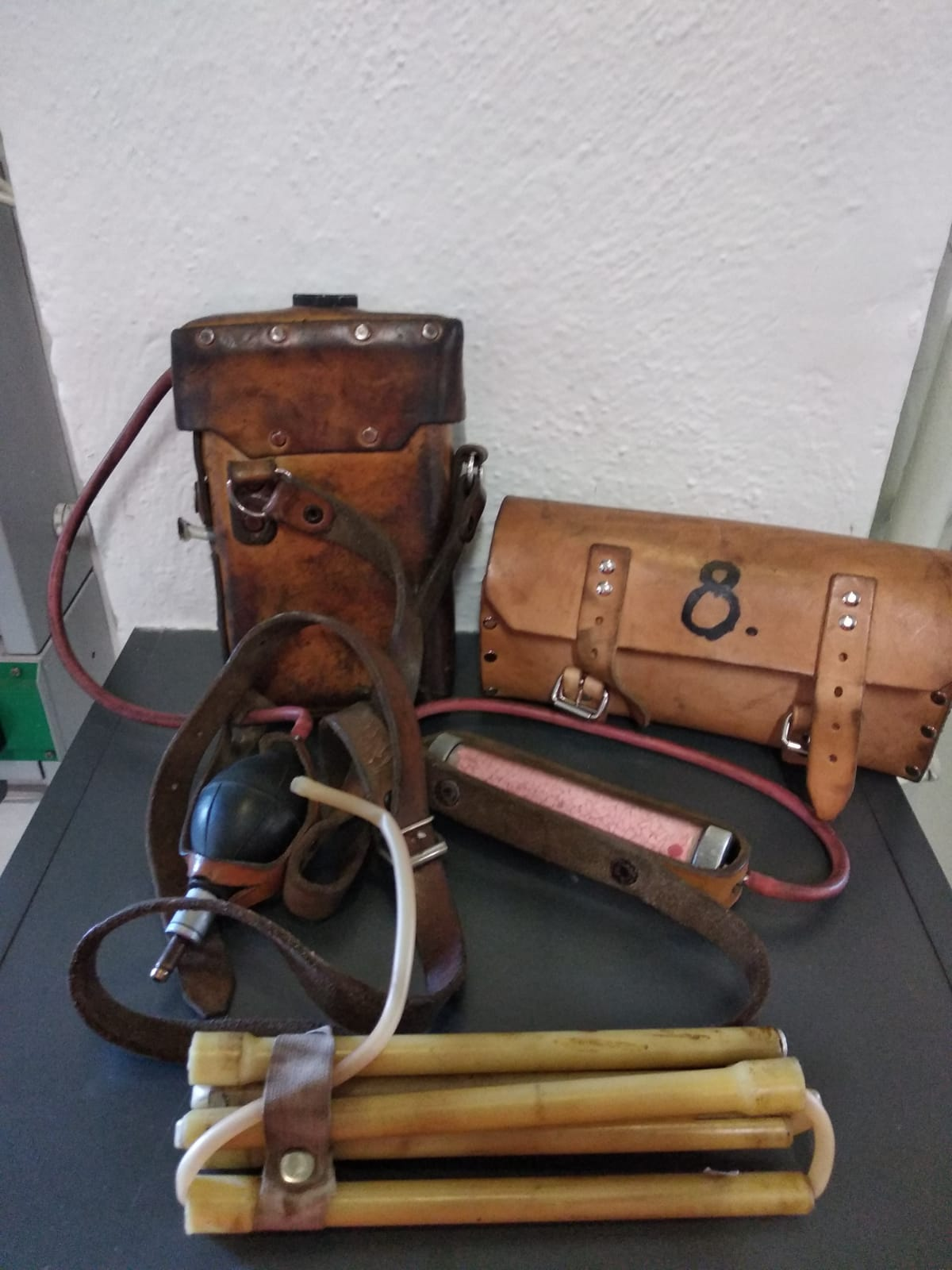
Souprava interferometru DI 2 s prodlužovacím nástavcem
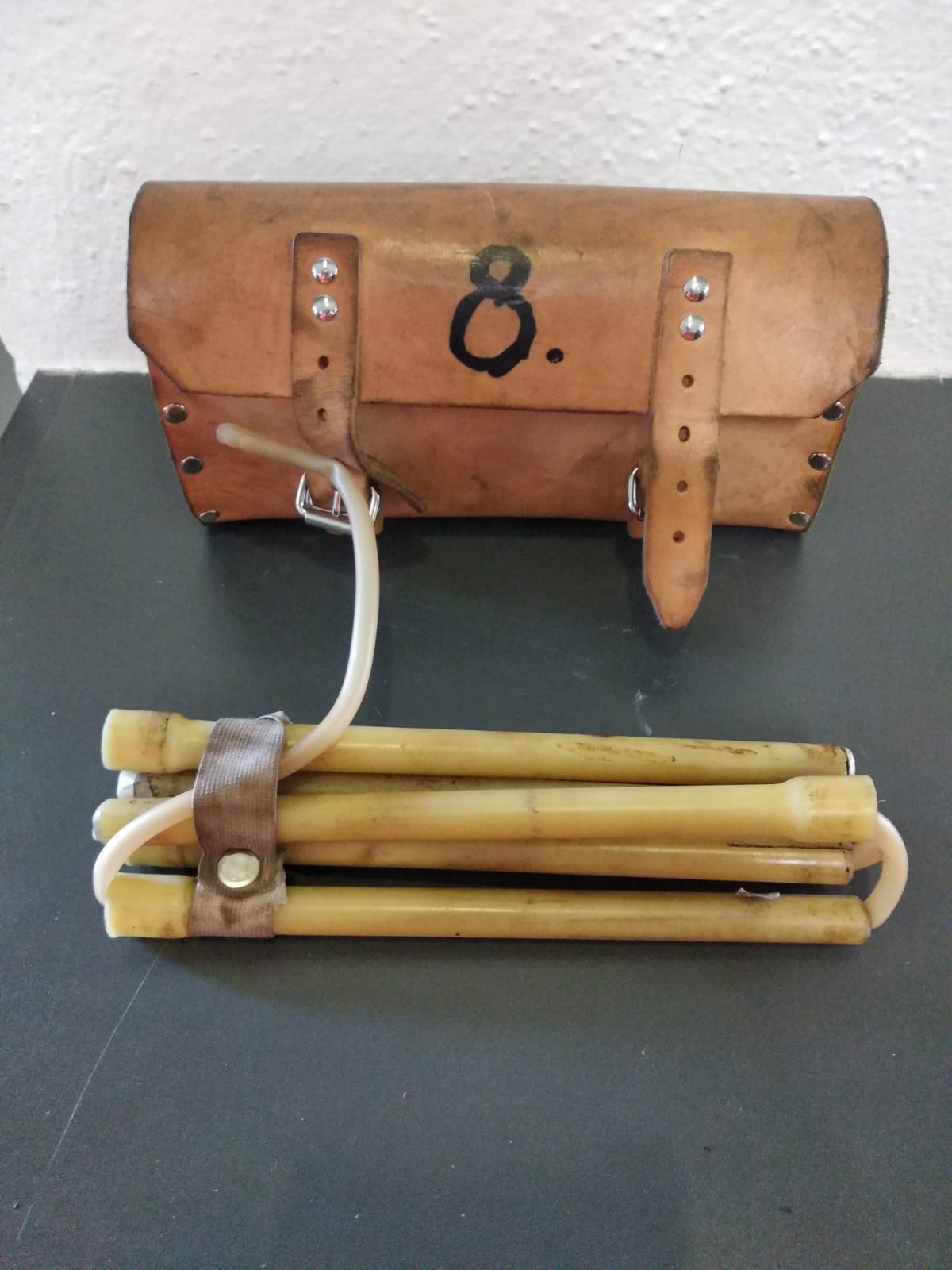
Prodlužovací nástavec
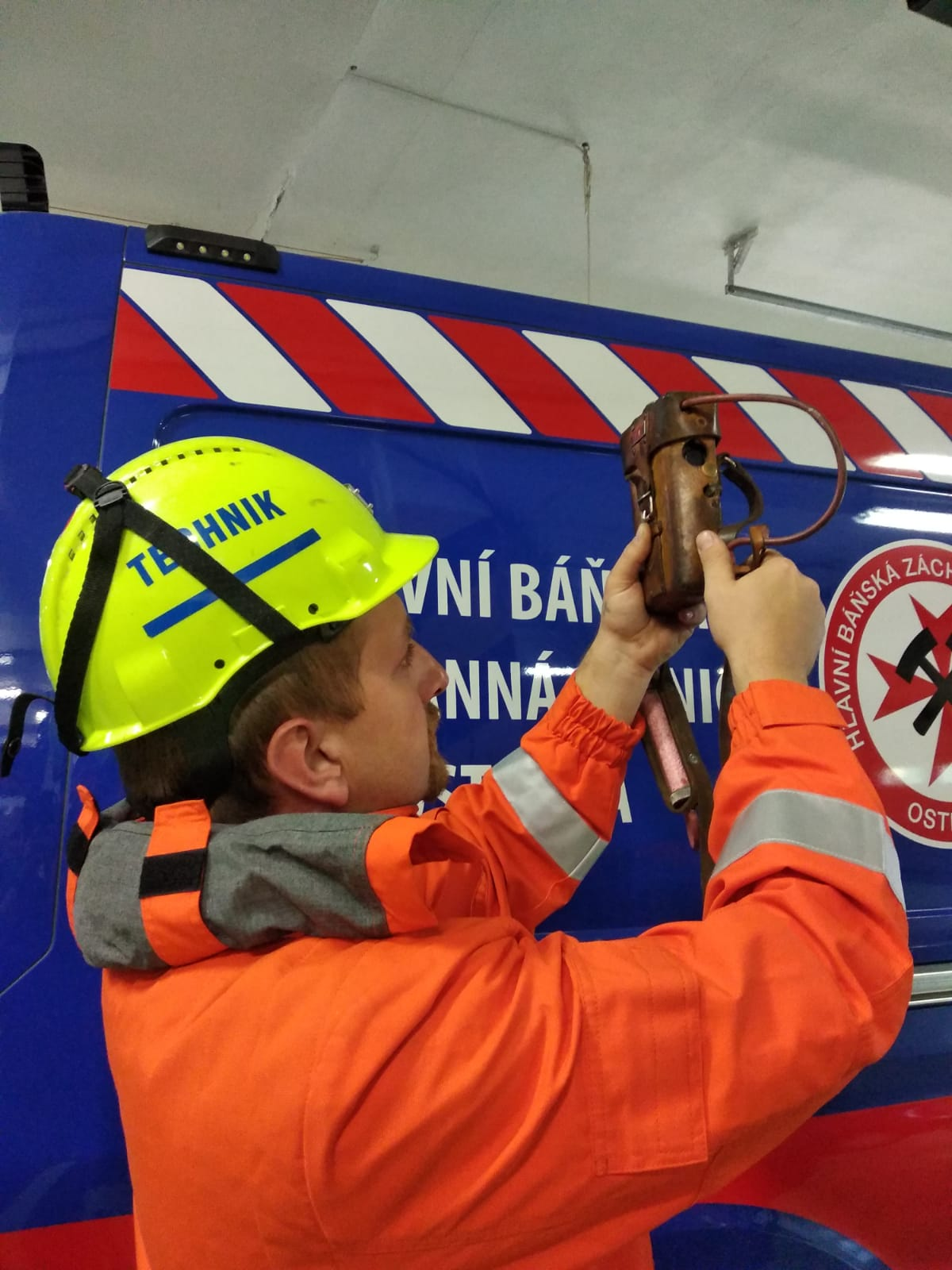
Způsob měření s přístrojem
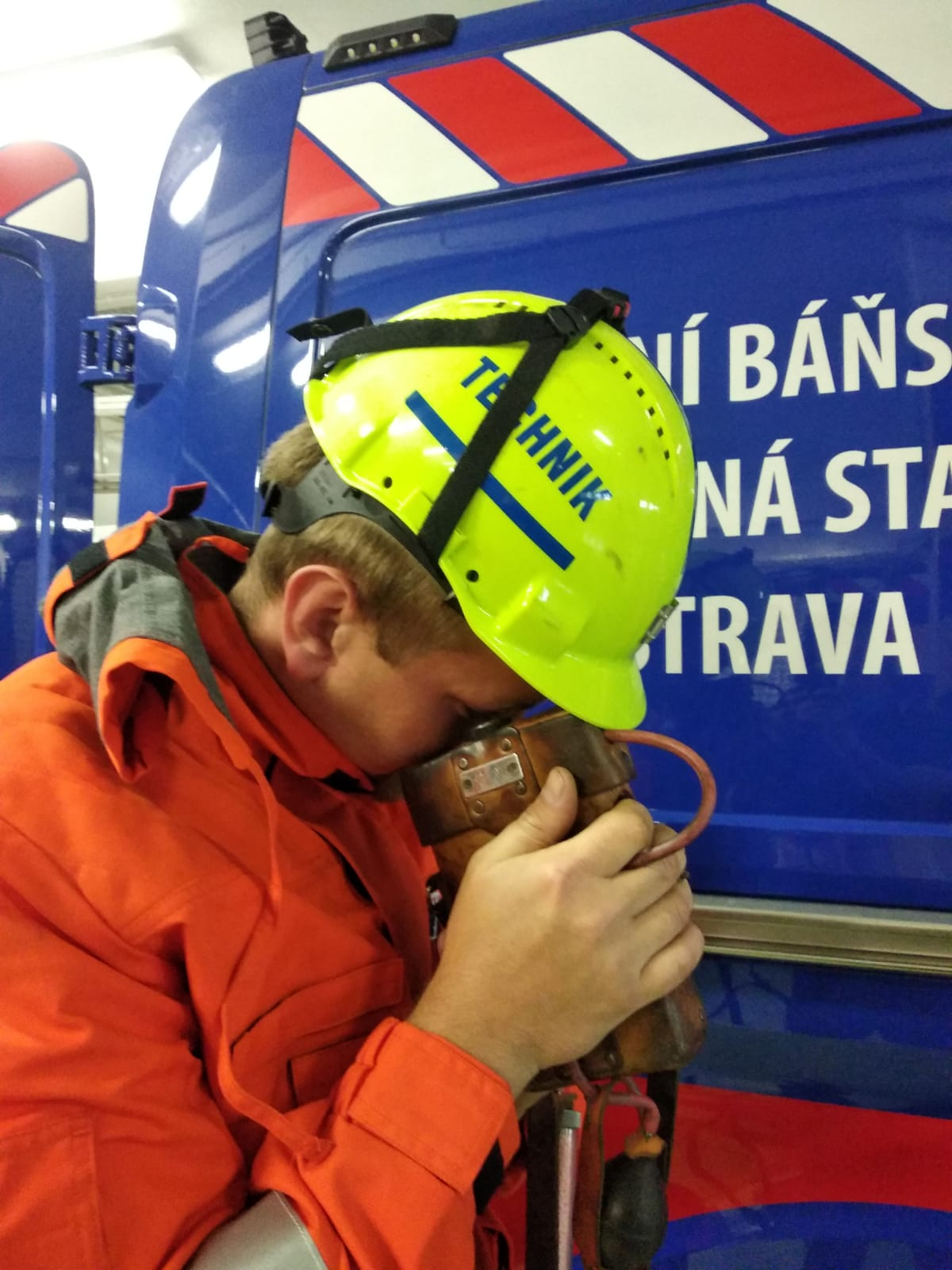
Odečtení naměřené hodnoty
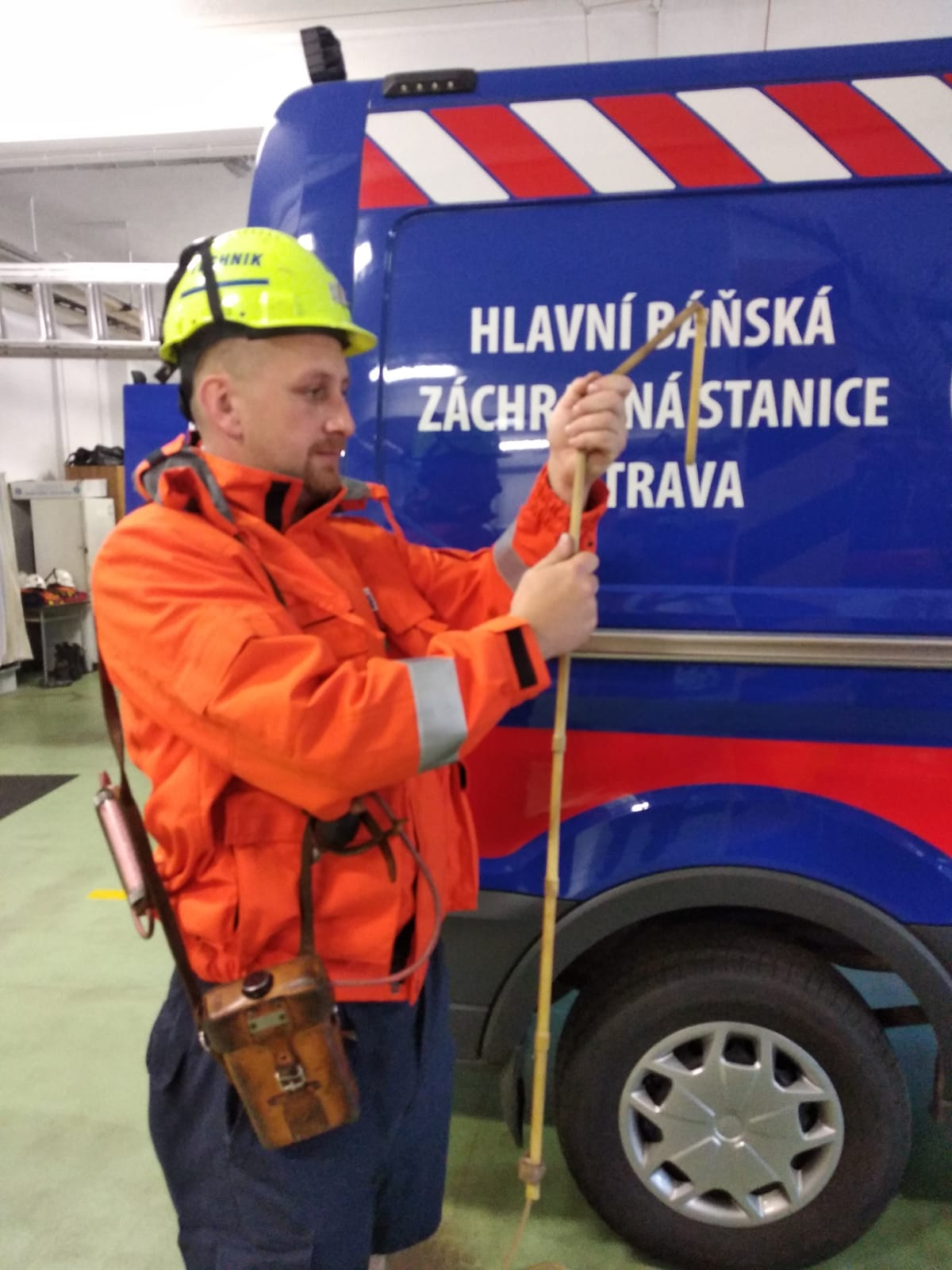
Příprava nástavce před měřením
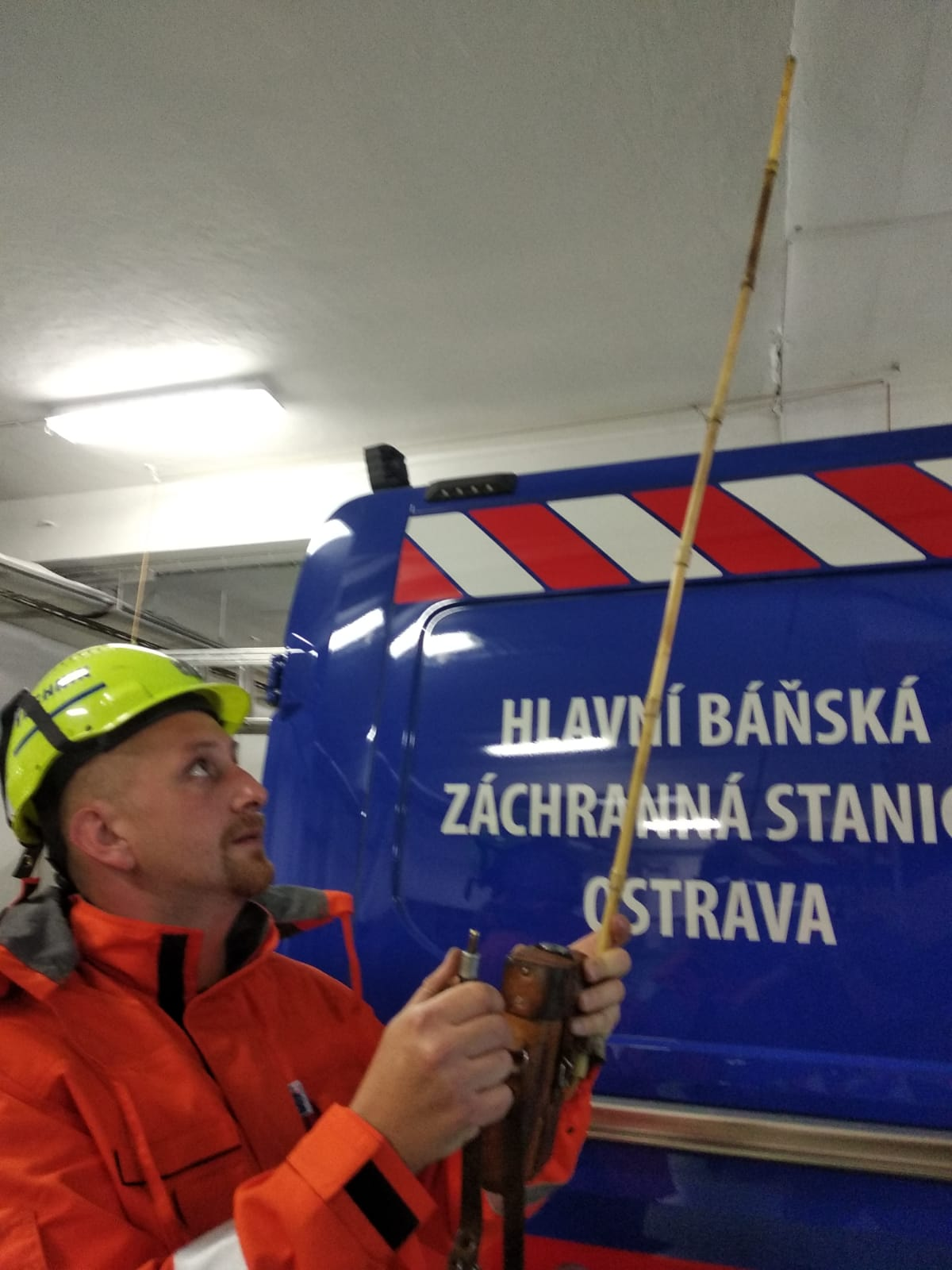
Měření